# Flemingia vestita
Flemingia vestita Benth. ex Baker, conosciuta anche come sohphlang (dalla lingua khasi), è una pianta appartenente alla famiglia delle Fabaceae. La radice è commestibile ed è un ortaggio comune in alcune comunità tribali asiatiche. Inoltre, è stata tradizionalmente utilizzata come antielmintico, la cui base è scientificamente convalidata.
Si trova come erba selvatica lungo i pendii montuosi dell'Himalaya . È distribuita nelle province cinesi del Sichuan e dello Yunnan, in Nepal e nelle colline Khasi e Jaintia del Meghalaya nell'India nord-orientale. Si trova anche scarsamente in Laos, Filippine e Vietnam.

## Descrizione
Flemingia vestita è un'erba perenne, con uno stelo prostrato ma debole, che misura circa 60 cm. È molto ramificata, con rizoma peloso e steli irsuti. Le radici sono tuberose. Le foglie sono pennate e composte con foglioline obovate-cuneate. I racemi sono ascellari o terminali, lunghi circa 2–10 cm e densamente pubescenti mentre le brattee sono lanceolate. Il calice è a 5 lobi lineari-lanceolati e quello inferiore è il più lungo. La corolla è leggermente più lunga del calice e di forma ellittica. I frutti sono baccelli subcilindrici e pelosi. Il seme è globoso, di colore marrone o nero. I fiori sono di colore rosso vivo. Fiorisce tra agosto e settembre.

## Usi
Il tubero di sohphlang è un alimento molto apprezzato dalle tribù Garo, Khasi e Jaintia del Meghalaya, in India. Infatti la sua richiesta come alimento è aumentata così tanto che viene coltivato come coltura commerciale ed è regolarmente disponibile nei mercati locali. La buccia delicata si stacca facilmente, lasciando scoperta una polpa liscia di colore crema, dal sapore dolce e simile a quello delle noci. Dal punto di vista nutrizionale è particolarmente ricco di fosforo e proteine.
Il tubero è un vermifugo indigeno tra i Khasi. Il tubero crudo o la buccia della radice vengono consumati direttamente per il trattamento delle infestazioni intestinali da platelminti. La ricerca sperimentale è iniziata nel 1996, quando l'attività in vitro dell'estratto di buccia di sohphlang è stata testata contro diversi elminti parassiti, tra cui nematodi come Ascaris suum, Ascaris lumbricoides, Ascaridia galli, Heterakis gallinarum, un cestode come Raillietina echinobothrida e trematodi come Paramphistomum sp., Artyfechinostomum sufrartyfex e Fasciolopsis buski. Nel 1991 un isoflavone, la genisteina, è stato isolato dall'estratto di tubero e si è dimostrato essere il principale principio antielmintico, altamente potente contro trematodi e cestodi. Si è inoltre dimostrato efficace contro la trematode epatica ovina Fasciola hepatica e contro le tenie come Echinococcus multilocularis ed E. granulosus.
La sua proprietà di azotofissazione è stata sfruttata a livello sperimentale. Si è scoperto che la coltura mista con F. vestita produce migliori rendimenti economici, principalmente grazie al miglioramento della fertilità del suolo con un guadagno netto di azoto fino a 250 kg/ha/anno.